# Kowmungia angustifrons
Kowmungia angustifrons är en tvåvingeart som beskrevs av Daniel J. Bickel 1987. Kowmungia angustifrons ingår i släktet Kowmungia och familjen styltflugor. Inga underarter finns listade i Catalogue of Life.